# Navarrenx
Navarrenx är en kommun i departementet Pyrénées-Atlantiques i regionen Nouvelle-Aquitaine i sydvästra Frankrike. Kommunen ligger i kantonen Navarrenx som tillhör arrondissementet Oloron-Sainte-Marie. År 2022 hade Navarrenx 1 046 invånare.

## Befolkningsutveckling
Antalet invånare i kommunen Navarrenx
| Referens: INSEE |